# Rosthätting
Rosthätting (Conocybe macrospora) är en svampart som först beskrevs av George Francis Atkinson, och fick sitt nu gällande namn av Hauskn. 2003. Rosthätting ingår i släktet Conocybe och familjen Bolbitiaceae.  Arten är reproducerande i Sverige. Inga underarter finns listade i Catalogue of Life.